# Ilha Brasileira
Ilha Brasileira (por. Ilha Brasileira – Brazilski otok; na standardnom špa. Isla Brasileña;  Portuñol: Isla Brasilera 1) je mali nenaseljeni riječni otok na ušću rijeke Quaraí (Cuareim) u rijeku Uruguay, na tromeđi Argentine, Brazila i Urugvaja, oko kojeg se spore Brazil i Urugvaj. Otok je dimenzija 3.7 km x 0.9 km.

## Sporni teritorij
Na otok odavno polažu pravo i Brazil i Urugvaj. Brazilci smatraju tvrde da je otok unutar njihove općine Barra do Quaraí, država Rio Grande do Sul. Urugvajci tvrde da je otok dio njihove općine Bella Unión, u departmanu Artigas. Međutim, ni jedna ni druga država nisu pokazale interes za aktivno ostvarivanje svojih prava na otok, primjerice slanjem oružanih snaga na njega. Kao ni drugi teritorijalni spor između Brazila i Urugvaja u blizini Masollera, on nije spriječio bliske i prijateljske diplomatske i gospodarske veze između dviju zemalja.
- Položaj općine Barra do Quaraí u državi Rio Grande do Sul, Brazil
- Urugvajski departman Artigas

## Jedini stanovnik otoka
Od 1964. do 2011. otok je imao jednu kuću i jednog jedinog stanovnika, brazilskog farmera po imenu José Jorge Daniel. Godine 2011., zbog zdravstvenih problema, g. Daniel se preselio s otoka kako bi živio kod rođaka u obližnjem gradu Uruguaiana u Brazilu, gdje je nedugo nakon toga umro, u dobi od 93 ili 95 godina (izvori se razlikuju). Od tada je otok nenaseljen i nekorišten.

## Požar 2009. i naknadna istraživanja
Dana 7. kolovoza 2009. godine otok je pretrpio velike štete od požara izazvanog iz nepoznatih razloga (mada se sumnjalo da je podmetnut), u kojem je izgorjelo najmanje 40% površine otoka. Vatra je na kraju ugašena zajedničkim transnacionalnim naporima vatrogasaca iz Barra do Quaraí i Bella Unión. Gospodin Daniel, koji je tada još tamo živio, i njegova kuća ostali su neoštećeni. Od tada su timovi biologa i studenata s obližnjih brazilskih sveučilišta, uz potporu brazilskih i urugvajskih ekoloških nevladinih organizacija, povremeno odlazili na ekspedicije na otok kako bi proučili štetu koju su požari nanijeli lokalnim divljim životinjama i pokušali obnoviti njegov nekadašnji ekosustav.

## Bilješka
^  U standardnom španjolskom, riječ za "brazilski" je es. brasileño/brasileña, ali u Južnom konusu, posebno u Argentini, Urugvaju i Paragvaju, koristi se riječ iz portuñola -  es. brasilero/brasilera.

## Vanjske poveznice
|  | Zajednički poslužitelj ima još gradiva o temi Ilha Brasileira |